# Modularer Seilzug

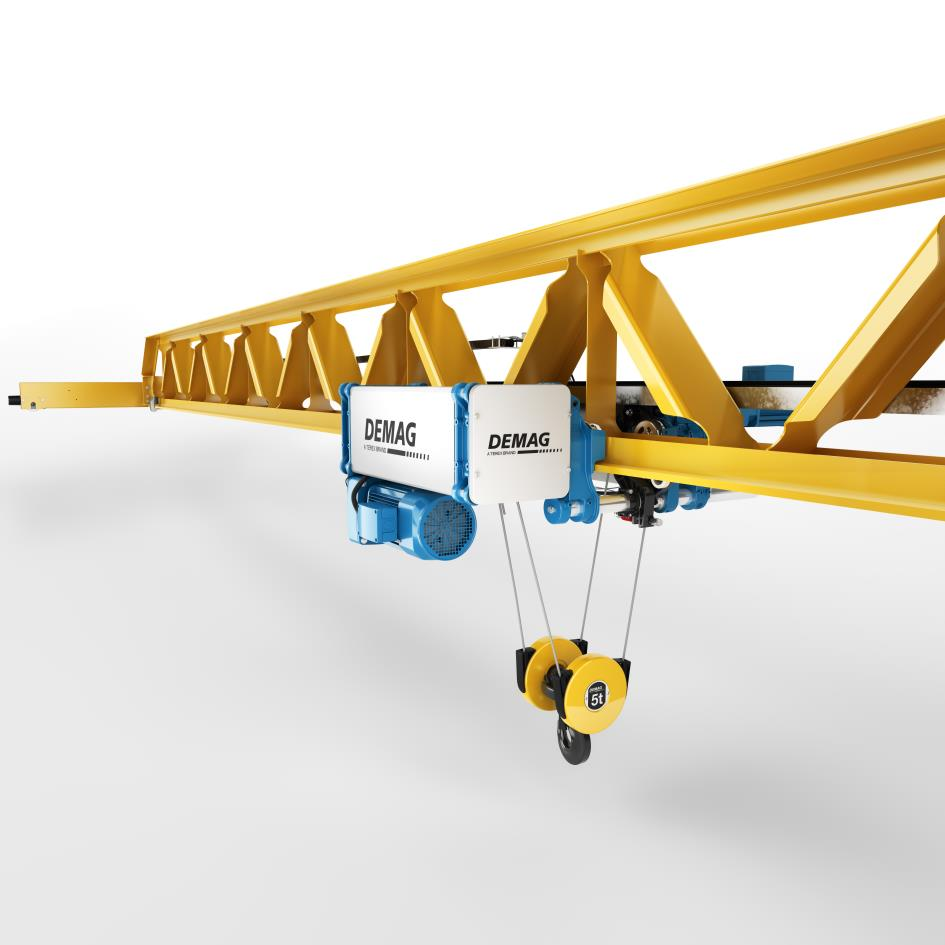
Beispiel für einen modularen Seilzug

Ein modularer Seilzug ist ein Seilzug, der aus standardisierten Einzelteilen besteht und über entsprechende Schnittstellen zu verschiedenen Varianten zusammengefügt werden kann. Das Maß der Modularität kann dabei unterschiedlich stark ausgeprägt sein. Diese Art von Baukastensystem ist hauptsächlich aus der Automobilindustrie bekannt und wird dort als Plattform bezeichnet.

## Technischer Aufbau
Grundsätzlich besteht ein modularer Seilzug ebenso wie ein herkömmlicher Elektroseilzug aus den Grund-Bauteilen Seiltrommel, Hubmotor, Getriebe, Gehäuse, Seil und Unterflasche. Diese sind bei der modularen Bauweise aber über standardisierte Schnittstellen miteinander verbunden. Dadurch können aus einem breiten Portfolio unterschiedliche Komponenten verwendet werden, beispielsweise verschiedene Hubantriebe (was unterschiedliche Hubgeschwindigkeiten und Tragfähigkeiten ermöglicht), unterschiedliche Rahmenteile (wodurch die Abmessungen verändert werden können, was unter anderem mehr Platz für ein längeres Hubseil und somit eine größere Hubhöhe ermöglicht) und andere optionale Teile. Dieser Aufbau ermöglicht es, sehr viele unterschiedliche Seilzugvarianten zusammenzubauen.
Genau wie ein herkömmlicher Seilzug kann ein modularer mit einem Fahrwerk zu einer Laufkatze erweitert werden: zur Einschienen-, Zweischienen- oder Unterflanschkatze. Der Unterschied liegt darin, dass auch die Katze modular aufgebaut ist und über verschiedene Schnittstellen für variable Anbauten verfügt.

## Umsetzung
Für die Umsetzung eines modularen Seilzugs ist bei der Entwicklung das Prinzip zu beachten, dass ein Bauteil für genau eine Funktion genutzt wird. Unter diesem Aspekt kann dieses konkrete Bauteil im Baukastenprinzip ausgetauscht werden, um die Eigenschaften zu verändern, ohne aber auf die Doppelfunktion eines anderen Bauteils zu verzichten.

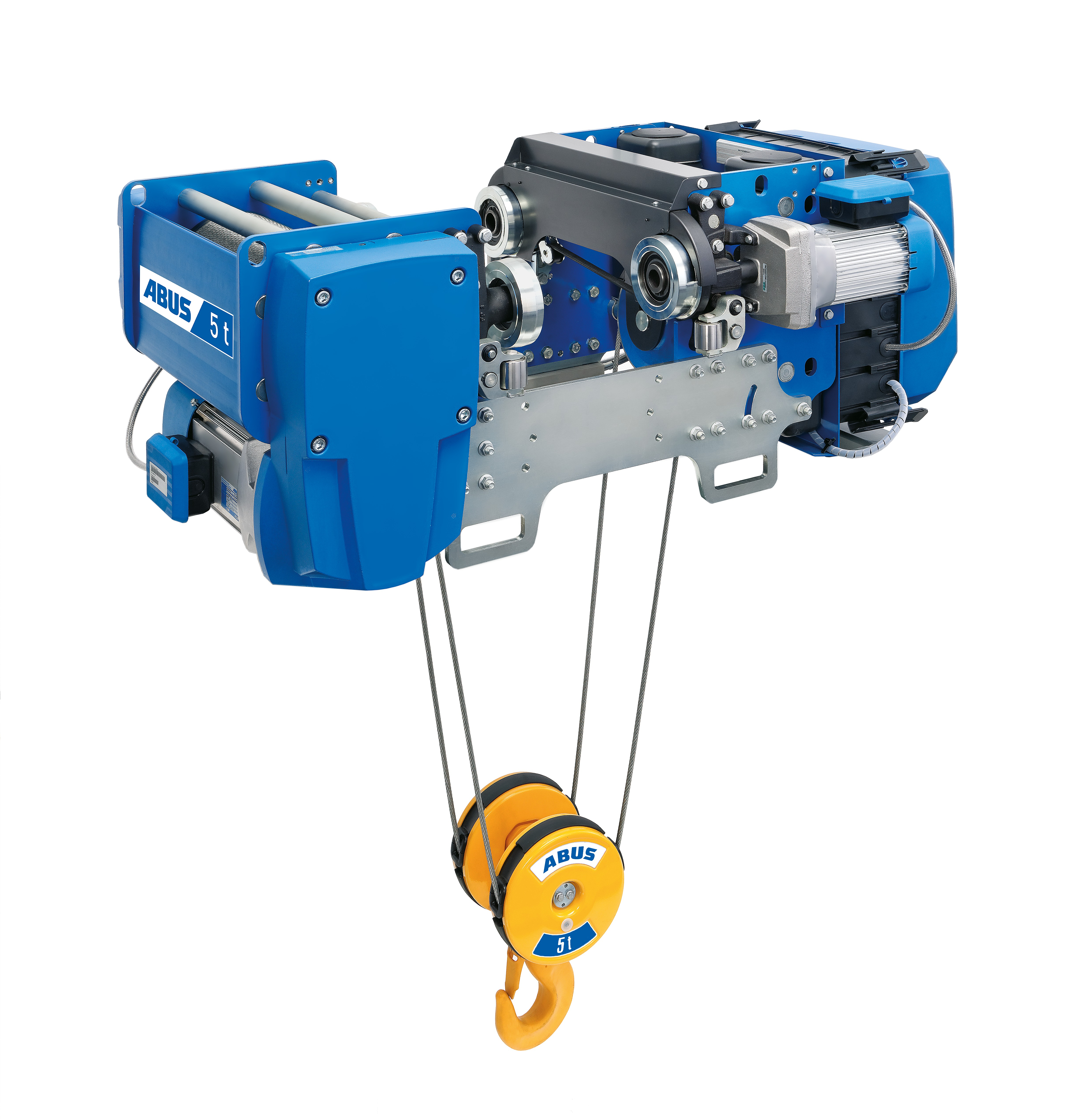
Beispiel eines Seilzugs mit modular austauschbarem Hubantrieb, Rohren für die Gehäusebreite und Flanschblechen für Untergurtbreite

Der hier beispielhaft gezeigte modulare Seilzug für Einträgerbrückenkrane ist nach einem strengen modularen Konzept aufgebaut und ermöglicht den modularen Austausch beispielsweise folgender Komponenten:
- Der Hubantrieb kann durch andere Baugrößen ersetzt werden, was unterschiedliche Hubgeschwindigkeiten und Tragfähigkeiten ermöglicht.
- Die Rohre zur Verbindung der Gehäuseaußenwände können bei der Fertigung variiert werden, wodurch der Seilzug breiter oder schmaler wird, was den Einsatz verschiedener Seiltrommeln mit unterschiedlicher Seillänge ermöglicht.
- Die gezeigten verzinkten Flanschbleche zwischen der linken und rechten Gehäusehälfte können in unterschiedlichen Abmessungen eingesetzt werden, was den Einsatz des Seilzugs an verschiedenen Hauptträgern ermöglicht
- Der Fahrantrieb (auf der rechten Geräteseite) kann optional als einzelner Fahrantrieb genutzt werden, wobei das zweite Rad über einen Riementrieb angetrieben wird. Bei anspruchsvolleren Fahrsituationen kann die über den Riementrieb angetriebene Seite optional mit einem zweiten Fahrantrieb ausgerüstet werden.

## Vorteile
Ein modulares Seilzugsystem ermöglicht es, den Wunsch der Anwender nach individuellen Produkten zu erfüllen. Auf einer technischen Basis entstehen verschiedene Seilzüge, die für unterschiedliche Einsätze angepasst sind. Außerdem können Anwender im Nachhinein einzelne Bauteile leichter austauschen oder ergänzen. Da die Bauteile zudem eigenständig sind, betreffen Fehler meist einzelne Module, sodass nur diese ausgetauscht werden müssen.

## Grenzen
Die größere Menge an Wahlmöglichkeiten könnte dem Kunden die Zusammenstellung seines individuellen Seilzugs erschweren. Diese Komplexität lässt sich aber zum Beispiel durch Konfiguratoren  – ähnlich wie im Automobilbereich – abfangen, die den Anwender Schritt für Schritt durch den Auswahlprozess leiten.